# Camille Grammer
Camille Grammer (apellido de soltera Donatacci) es una personalidad de la televisión estadounidense, más conocida por protagonizar The Real Housewives of Beverly Hills. Comenzó su carrera como bailarina, modelo y actriz, y trabajó como productora y escritora para Grammnet Productions. Estuvo casada con Kelsey Grammer desde 1997 hasta 2011. 

## Primeros años
Nacida en Newport Beach, California, Grammer creció en una familia de clase media alta en Cedar Grove, Nueva Jersey. Su padre es un asesor financiero que aún trabajaba en la ciudad de Nueva York en 2011. Grammer estudió literatura inglesa en el Montclair State College en Nueva Jersey, asistió a la Universidad de Nueva York y también a la Escuela de Teatro, Cine y Televisión de UCLA en Los Ángeles.

## Carrera
Grammer comenzó su carrera como bailarina en la década de 1980, trabajando en el Club MTV durante muchos años, actuando en un grupo de danza que actuaba en Tavern on the Green en Nueva York, y apareció en varios vídeos musicales, incluyendo "Give It All You Got" de Rights of the Accused, "The Party Starts Nowǃ" deManitoba's Wild Kingdom, y "Back to the Grill Again" de MC Serch. En la década de 1990, comenzó a trabajar como modelo y actriz, modelando en publicaciones de Playboy como Playboy's Book of Lingerie, y apareció en películas eróticas con clasificación R como Marilyn Chambers' Bedtime Stories, New York Nights, y The Naked Detective. Grammer también tuvo pequeños papeles en las películas Private Parts y Deconstructing Harry, además de su aparición como invitada en un episodio de Frasier.
Grammer posee la mitad de Grammnet Productions, que ha producido una serie de programas de televisión desde finales de los 90 hasta la década de 2010, incluyendo Girlfriends, Medium y The Game. Dentro de la compañía de producción, Grammer ha trabajado como creadora, escritora y productora ejecutiva.
En 2010, Grammer se convirtió en una de las amas de casa de The Real Housewives of Beverly Hills. Si bien ya no es un miembro del elenco principal del programa, todavía hace apariciones semi-regulares. El episodio del programa del 13 de enero de 2011, en el que Grammer reveló que su esposo quería salir de su matrimonio, fue la transmisión número uno entre adultos de 18 a 49 años frente a toda la competencia de televisiones por cable en su franja horaria, así como el episodio con la calificación más alta de la temporada entre todos los espectadores. Además, el episodio de Watch What Happens Live que presenta a Grammer como invitada justo después de la serie superó a todos los programas nocturnos de televisión por cable esa noche.
En 2011, Grammer volvió a actuar, como estrella invitada en el final de la temporada de la comedia de CBS $ # *! My Dad Says, interpretando a una estrella de telerrealidad recientemente divorciada llamada Camille. Al describir su papel, Grammer dijo: "Mi personaje Camille es básicamente una parodia de mí misma, obviamente, de 'Housewives of Beverly Hills'. Solo burlándose de eso, ya sabes, burlándose de todas las cosas extravagantes que hago y digo". Sobre si persigue una carrera como actriz a tiempo completo, Grammer dijo: "Estudié actuación hace años; era como un sueño que tenía hace años, pero renuncié a eso cuando me casé y tuve hijos. No estoy persiguiendo esto. ¡Definitivamente tengo que regresar y tomar algunas clases de actuación si fuera a hacerlo! Pero debo decir que mi experiencia fue muy agradable y, por supuesto, sería algo que me encantaría hacer. Es muy divertido trabajar con personas tan talentosas y participar en el proceso creativo ".
Grammer también ha hecho otras apariciones en varios eventos, como coanfitriona del Showbiz Tonight especial en CNN en vivo desde los Premios de la Academia en Los Ángeles y presentando en los Premios NHL de 2011 en Las Vegas.
En marzo de 2012, se anunció que Grammer no regresaría para la tercera temporada de The Real Housewives of Beverly Hills por razones personales. En mayo de 2012, mientras estaba en la alfombra roja asistiendo a la gala Race to Erase MS, Grammer declaró que volverá a la serie después de todo.

## Vida personal
Grammer conoció al actor Kelsey Grammer en 1996, y se casaron en Malibú, California, en 1997. Tienen una hija, Mason Olivia (nacida el 24 de octubre de 2001), y un hijo, Jude Gordon (nacido el 28 de agosto de 2004), ambos nacidos por gestación subrogada. En julio de 2010, solicitó el divorcio, pidiendo la custodia física primaria de la hija y el hijo de la pareja, además de la pensión alimenticia y la manutención del cónyuge. El divorcio se finalizó el 10 de febrero de 2011. Camille ha acusado a Kelsey de abuso físico y verbal durante su matrimonio mientras que Kelsey declaró que Camille pensaba que se había casado con Frasier Crane y que estaba buscando la fama.
Después de su divorcio, comenzó a salir con el entrenador físico y abogado Dimitri Charalambopoulos. El 29 de octubre de 2013, Grammer presentó una orden de protección por violencia doméstica contra Charalambopoulos, diciendo que la agredió dos días después de su histerectomía radical para el cáncer de endometrio, cuando se estaba hospedando en el Hotel Zaza en Houston, Texas, recuperándose. El Departamento de Policía de Houston dijo que Grammer y Charalambopoulos "se rompieron los teléfonos móviles" y que las lesiones de Grammer fueron leves, por lo que no se han presentado cargos contra Charalambopoulos. Luego él fue acusado de asalto a un miembro de la familia y un delito grave por el fiscal del distrito del Condado de Harris, Texas.     
En octubre de 2017, Grammer se comprometió con el abogado David C. Meyer. Se casaron el 20 de octubre de 2018 en Hawái.
La casa de Grammer en Malibú fue destruida en el mortal incendio Woolsey de 2018.
A Grammer se le diagnosticó síndrome de colon irritable en 1996 y apareció en un anuncio de servicio público para crear conciencia sobre el trastorno.

## Filmografía
| Año              | Serie                                | Papel                | Notas                                                                                       |
| ---------------- | ------------------------------------ | -------------------- | ------------------------------------------------------------------------------------------- |
| 1984             | New York Nights                      |                      |                                                                                             |
| 1985             | Club MTV                             | Dancer               |                                                                                             |
| 1993             | Marilyn Chambers                     |                      |                                                                                             |
| 1996             | The Naked Detective                  | Annie O'Shea         |                                                                                             |
| 1997             | Private Parts                        | Bikini Girl          |                                                                                             |
| 1997             | Frasier                              | Eve                  | Episodio: "Halloween"                                                                       |
| 1997             | Deconstructing Harry                 |                      |                                                                                             |
| 2001             | Neurotic Tendencies                  | Productora ejecutiva | Película para televisión                                                                    |
| 2002             | Mr. St. Nick                         | Productora           | Película para televisión                                                                    |
| 2003             | Gary the Rat                         | Secretaria           | 3 episodios                                                                                 |
| 2004             | A Christmas Carol: The Musical       | Productora           | Película para televisión                                                                    |
| 2008             | An American Carol                    |                      |                                                                                             |
| 2010–2020, 2023– | The Real Housewives of Beverly Hills | Ella misma           | Temporadas 1–2 (principal) Temporadas 3, 8—9 (recurrente) Temporadas 5-7, 10, 13 (invitada) |
| 2011             | $h*! My Dad Says                     | Camille              | Episodio: "Who's Your Daddy"                                                                |
| 2013             | RuPaul's Drag Race                   | Juez invitada        | 2 episodios                                                                                 |
| 2013             | Betty White's Off Their Rockers      | Ella misma           | 1 episodio                                                                                  |
| 2013             | 90210                                | Ella misma           | Episodio: "Dude, Where's My Husband?"                                                       |
| 2014             | The Hungover Games                   | Tanya                |                                                                                             |